# Guinarthe-Parenties
Guinarthe-Parenties è un comune francese di 256 abitanti situato nel dipartimento dei Pirenei Atlantici nella regione della Nuova Aquitania.

## Società

### Evoluzione demografica
Abitanti censiti